# Lois & Clark

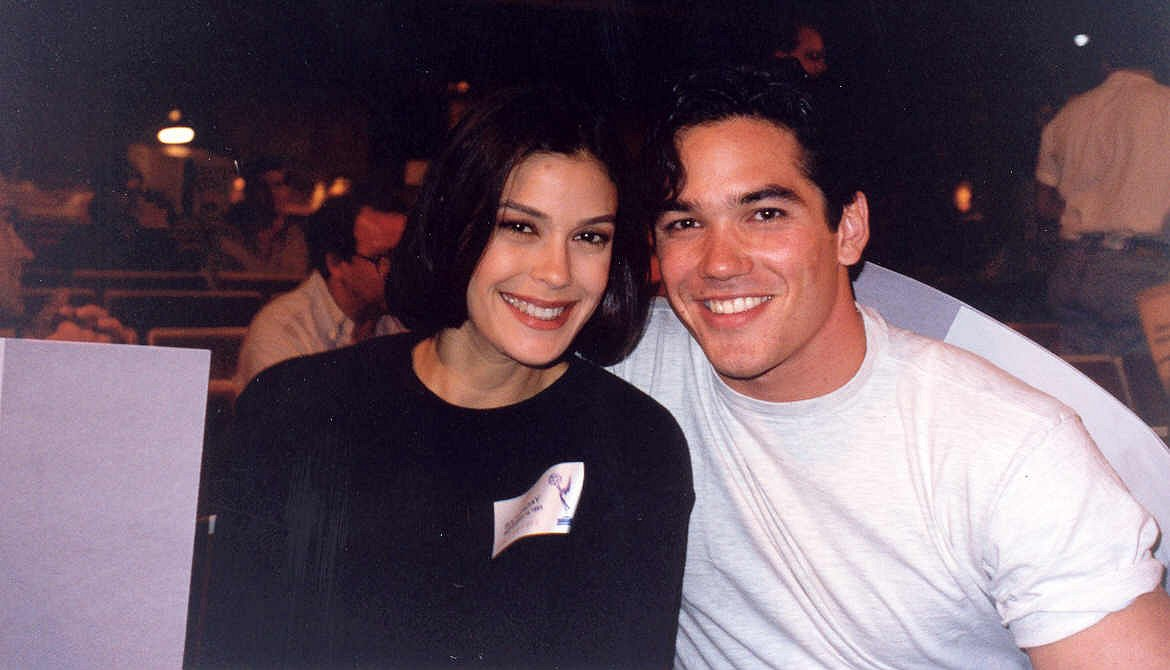
Teri Hatcher och Dean Cain.

Lois & Clark (originaltitel: Lois & Clark: The New Adventures of Superman) var en amerikansk TV-serie, baserad på den tecknade serien Stålmannen av Jerry Siegel och Joe Shuster med Dean Cain som Stålmannen/Clark Kent, och Teri Hatcher som Lois Lane. Serien som sändes 1993-1997 följde i stort sett tecknaren John Byrnes omarbetning av Stålmannenmyten från 1986, där Clark Kent var den verkliga identiteten och Stålmannen den hemliga identiteten. Som titeln antyder, fokuserade serien starkt på relationen mellan Clark Kent och Lois Lane.

## Seriens grundidé
1966 bevittnar bönderna Jonathan och Martha Kent en liten rymdskyttel krascha på Shuster's Field nära Smallville, Kansas. I farkosten finns babyn Kal-El, som de beslutar sig för att uppfostra som sin egen son, och döper till Clark Jerome Kent. 22 år senare flyttar Clark till storstaden Metropolis och får jobb på tidningen Daily Planet hos den hårde chefredaktören Perry White. Han paras ihop med Lois Lane, som först mest ser Clark som störande. Men snart blir de kära, och gifter sig efter ett turbulent förhållande. Bröllopet tajmades in så att det kom samtidigt som i serietidningen.
Till skillnad från den tidigare versionen av Stålmannenmyten, lever fortfarande Jonathan och Martha Kent och är aktiva i berättelsen. De bor fortfarande i Smallville, men besöker ofta Metropolis.

## Serien
Den första säsongen blev en succé, och flera av skådespelarna fick beröm; framför allt Hatcher och Cain, men även John Shea som Lex Luthor, och Michael Landes som Jimmy Olsen. Trots det blev Luthor i stort sett utskriven ur serien, delvis på grund av Shea begärde för mycket pengar, delvis på grund av att Shea blev för upptagen med andra projekt. Och Landes blev utbytt, eftersom han ansågs vara för lik Dean Cain.
Nästa säsong fokuserade dels på den framväxande romansen mellan Lois och Clark. Under den tredje säsongen insåg Lois äntligen att Clark var Stålmannen men sa nej när han friade eftersom hon behövde tid att tänka. Senare friade hon själv och fick ja. Fansen fick dock vänta länge innan Lois och Clark äntligen gifte sig. När bröllopet till slut blev av, efter många turer, ansåg många tittare att serien hade börjat gå utför. I sista avsnittet av serien hittade paret en baby, och en lapp som påstod att det var deras barn. Det kom aldrig någon upplösning, och tittare har senare skrivit säsong 5 och 6 som fan fiction på internet.

## Kuriosa
- Seriens namn i Storbritannien är endast The New Adventures of Superman, eftersom publik utanför USA inte förväntades känna igen att titeln Lois & Clark syftade på de två amerikanska upptäcktsresande Lewis & Clark. I Sverige har dock titeln oftast varit endast Lois & Clark.
- Dean Cain är flygrädd i verkligheten, vilket gjorde att många av flygstunten i serien blev jobbiga för honom.
- Både Kevin Sorbo (mest känd som Hercules i TV-serien med samma namn), och Gerard Christopher (som tidigare spelat Stålpojken) sökte rollen som Stålmannen. Sorbo nekades eftersom han var för gammal (han var 35 år). Christopher var förstahandsvalet tills den exekutiva producenten läste i hans CV att han på sätt och vis spelat samma roll tidigare.

## TV och DVD
Serien visades först på TV4, senare på Kanal 5, den har visats i flera omgångar på svenska TV3, och finns nu att köpa på DVD, både som region 1 och 2.